# ادی عقاب (فیلم)
ادی عقاب (به انگلیسی: Eddie the Eagle) یک فیلم ورزشی کمدی درام آمریکایی-بریتانیایی با بازی تارون اگرتون ، هیو جکمن ، کریستوفر واکن و با کارگردانی دکستر فلچر، محصول سال ۲۰۱۶ است.